# Cherry (film)
Cherry is een Amerikaanse, biografische drama- en misdaadfilm uit 2021 onder regie van Anthony en Joe Russo. Het is een verfilming van de gelijknamige autobiografie van oorlogsveteraan en bankovervaller Nico Walker. De hoofdrollen worden vertolkt door Tom Holland en Ciara Bravo.

## Verhaal
De jonge Cherry zet zijn studies stop en sluit zich aan bij het Amerikaans leger. Aan zijn periode als zorgverlener in de Irakoorlog houdt hij een posttraumatische stressstoornis over, waardoor hij bij zijn terugkomst in de Verenigde Staten verslaafd raakt aan de pijnstiller Oxycotin. Om zijn drugsverslaving te financieren, pleegt hij een reeks bankovervallen.

## Rolverdeling
| Acteur              | Personage                      |
| ------------------- | ------------------------------ |
| Tom Holland         | Cherry                         |
| Ciara Bravo         | Emily                          |
| Kelli Berglund      | Madison                        |
| Jack Reynor         | Pills & Coke                   |
| Michael Rispoli     | Tommy                          |
| Forrest Goodluck    | James Lightfoot                |
| Jeff Wahlberg       | Jimenez                        |
| Michael Gandolfini  | Cousin Joe                     |
| Kyle Thomas Harvey  | Roy                            |
| Jamie Brewer        | Shelly                         |
| Thomas Lennon       | Father Whomever / Dr. Whomever |
| Liam Garrigan       | Kapitein                       |
| Damon Wayans jr.    | Drill Sgt. Masters             |
| Jose Pablo Cantillo | Drill Sgt. Deco                |
| Adam Long           | Staff Sgt. Greene              |

## Productie
De film is gebaseerd op Nico Walkers autobiografie Cherry. Walker nam in 2005 deel aan de Irakoorlog en raakte bij zijn terugkomst via de pijnstiller Oxycotin verslaafd aan heroïne. Om zijn verslaving te financieren pleegde hij bankovervallen. Na zijn veroordeling in 2011 schreef hij in de gevangenis een boek over zijn drugs- en oorlogservaringen. Zijn boek werd opgemerkt door de broers Anthony en Joe Russo, die net als hij afkomstig zijn van Cleveland. De twee filmmakers betaalden in 2018 met hun productiebedrijf AGBO een miljoen dollar voor de filmrechten. Het script voor de film werd geschreven door Jessica Goldberg en Angela Russo-Otstot, de zus van de regisseurs.
In maart 2019 raakte bekend dat de hoofdrol zou vertolkt worden door Tom Holland, met wie de broers Russo eerder al hadden samengewerkt aan enkele superheldenfilms van de Marvel Cinematic Universe. In oktober 2019 werd de cast uitgebreid met onder meer Ciara Bravo, Jack Reynor en Michael Gandolfini. De opnames gingen in oktober 2019 van start in Cleveland Heights en eindigden in januari 2020.

## Release
In september 2020 werden de distributierechten voor zo'n 40 miljoen dollar verkocht aan Apple TV+. Op 26 februari 2021 ging de film in een select aantal Amerikaanse bioscopen in première. De release op Apple TV+ volgde op 12 maart 2021.